# Трудове (Покровський район)
Трудове́ — село Курахівської міської громади Покровського району Донецької області, Україна. У селі мешкає 116 осіб.

## Загальні відомості
Відстань до райцентру становить близько 27 км і проходить автошляхом місцевого значення.

## Історія
Станом на 1886 рік у колишньому власницькому селі Трудове (Голубівка) Красногорівської волості Бахмутського повіту Катеринославської губернії мешкало 84 особи, налічувалось 16 дворових господарств, існував винокурний завод.
У 1908 році в селі Голицинівської волості мешкало 128 осіб (63 чоловічої статі та 65 — жіночої), налічувалось 15 дворових господарств.

## Населення
За даними перепису 2001 року населення села становило 116 осіб, із них 95,69 % зазначили рідною мову українську та 4,31 % — російську.